# Copa Juan Pinto Duran 1988
Copa Juan Pinto Duran 1988 – ósma i (zarazem ostatnia) edycja turnieju towarzyskiego o Puchar Juana Pinto Durana między reprezentacjami Urugwaju i Chile została rozegrana w 1988 roku.

## Mecze
| 1 listopada Santiago |  | Chile | 1 | - | 1 (0-0) | Urugwaj |

| 9 listopada Montevideo |  | Urugwaj | 3 | - | 1 (3-0) | Chile |

## Końcowa tabela
| M | Reprezentacja | L.m. | Zw. | Rem. | Por. | Bramki | R.br. | Pkt |
| 1 | Urugwaj       | 2    | 1   | 1    | 0    | 4:2    | +2    | 3   |
| 2 | Chile         | 2    | 0   | 1    | 1    | 2:4    | -2    | 1   |

Triumfatorem turnieju Copa Juan Pinto Duran 1988 został zespół Urugwaju.